# Started from the Bottom
Started from the Bottom è un brano musicale del rapper canadese Drake, estratto come singolo dal suo terzo album in studio, Nothing Was the Same.